# آن هیوود
 آن هیوود (انگلیسی: Anne Heywood؛ زادهٔ ۱۱ دسامبر ۱۹۳۲) بازیگر اهل بریتانیا است. از فیلم‌هایی که او در آن بازی کرده است، می‌توان به کارتاژ در شعله‌های آتش، قاتل پشت خط است و همسر شیطان اشاره کرد.